# Rozhledna vodojem Bohumín
Rozhledna vodojem Bohumín, nazývaná také Penzion ve věži nebo Maják v Bohumíně, je rozhledna, městské informační centrum a malý penzion nacházející se v blízkosti Aquacentra Bohumín, v městské části Nový Bohumín města Bohumína v okrese Karviná v Moravskoslezském kraji.

## Technický popis
Rozhledna vodojem Bohumín se nachází ve výšce 200 m n. m. Původní vodojem (stavba kruhového půdorysu o průměru 8,5 m) z roku 1934, který v roce 1997 ztratil statut vodohospodářské stavby, získalo v roce 2002 město Bohumín. Moderní přestavbou v letech 2005 až 2006 vznikla netradiční osmipatrová rozhledna, penzion a informační centrum s bezbariérovým přístupem. Výška stavby je 39 m, má 187 schodů v bočním proskleném schodišti a také výtah. Stavbu lze charakterizovat jako zděnou a betonovou. V roce 2007 získala přestavba prestižní cenu na brněnském Stavebním veletrhu, a to v soutěži Top Invest v kategorii „Nejlepší investice roku 2006“. Rozhlednu provozuje město Bohumín skrze svoji městskou společnost Bospor.

## Další informace
Provoz je celoroční a vstup je zpoplatněn. K místu také vedou turistické trasy a cyklostezky.

## Galerie

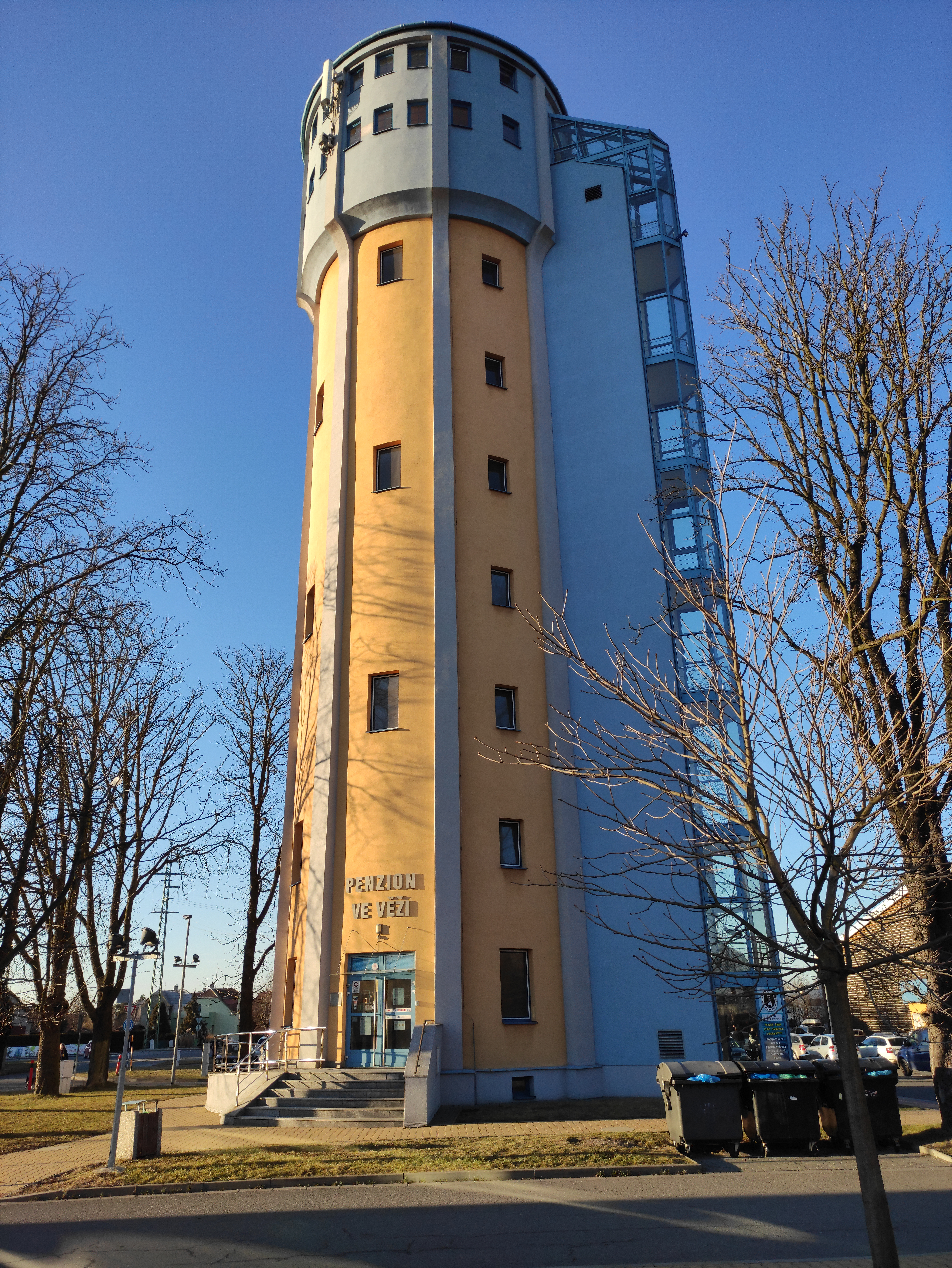